# Соргозеро
Соргозеро — бессточное озеро на территории Онежского района Архангельской области.

## Общие сведения
Площадь озера — 1,1 км². Располагается на высоте 66,9 метров над уровнем моря.
Форма озера четырёхлопастная, продолговатая: вытянуто с северо-запада на юго-восток. Берега изрезанные, каменисто-песчаные, местами возвышенные, местами заболоченные.
Соргозеро поверхностных стоков не имеет и принадлежит к бассейну реки Малошуйки, впадающей в Онежскую губу Белого моря (Поморский берег).
В озере расположены пять безымянных островов различной площади.
С запада, севера и востока от озера проходит просёлочная дорога, проходит дорога местного значения, лесовозная дорога.
Код объекта в государственном водном реестре — 03010000211102000009266.